# Rachid Taha
Rachid Taha (àrab: رشيد طه, Raxīd Ṭaha) (Orà, Algèria, 18 de setembre de 1958 - Les Lilas, França, 12 de setembre de 2018) va ser un cantant i activista algerià d'origen amazic.

## Dades biogràfiques
Va arribar a França als deu anys.
Es va fer famós amb una versió de Douce France, de Charles Trenet, interpretada amb el seu grup Carte de Séjour.
Proposava una música emblemàtica de la tendència a la mescla de les classes i tradicions culturals, característica de les músiques del món, en diferents gèneres musicals, com el raï, el tecno i el rock. Va crear, al compàs dels seus àlbums, un discurs musical inventiu i original. A més, la seva veu ronca i aspra oferia una versió molt moderna del raï contemporani. Va reunir, el 1997, tots els seus èxits amb el títol Carte Blanche, abans d'esmentar, entre un plantejament respectuós i contribucions tecnològiques, les seves arrels algerianes amb Diwan, àlbum de represes de grans clàssics de la cançó àrab.
El 2014, es va fer conegut a Espanya cantant al costat d'India Martínez el tema principal de la pel·lícula El Nen
Morí al seu llit, la nit de l'11 al 12 de setembre de 2018, a l'edat de 59 anys, a Les Lilas, a causa d'un infart miocardíac.

## Discografia
- 1983 Carte de Séjour, en el grup Carte de Séjour
- 1984 Rhoromanie
- 1986 Deux et demi
- 1991 Barbès
- 1993 de Rachid Taha
- 1995 Olé Olé
- 1997 Carte Blanche
- 1998 Diwân
- 1999 1, 2, 3 Soleils - àlbum amb Khaled i Faudel
- 2000 Made in Medina
- 2001 Rachid Taha Live
- 2004 Tékitoi
- 2006 Dîwan 2
- 2009 Bonjour
- 2013 Zoom